# 皖南

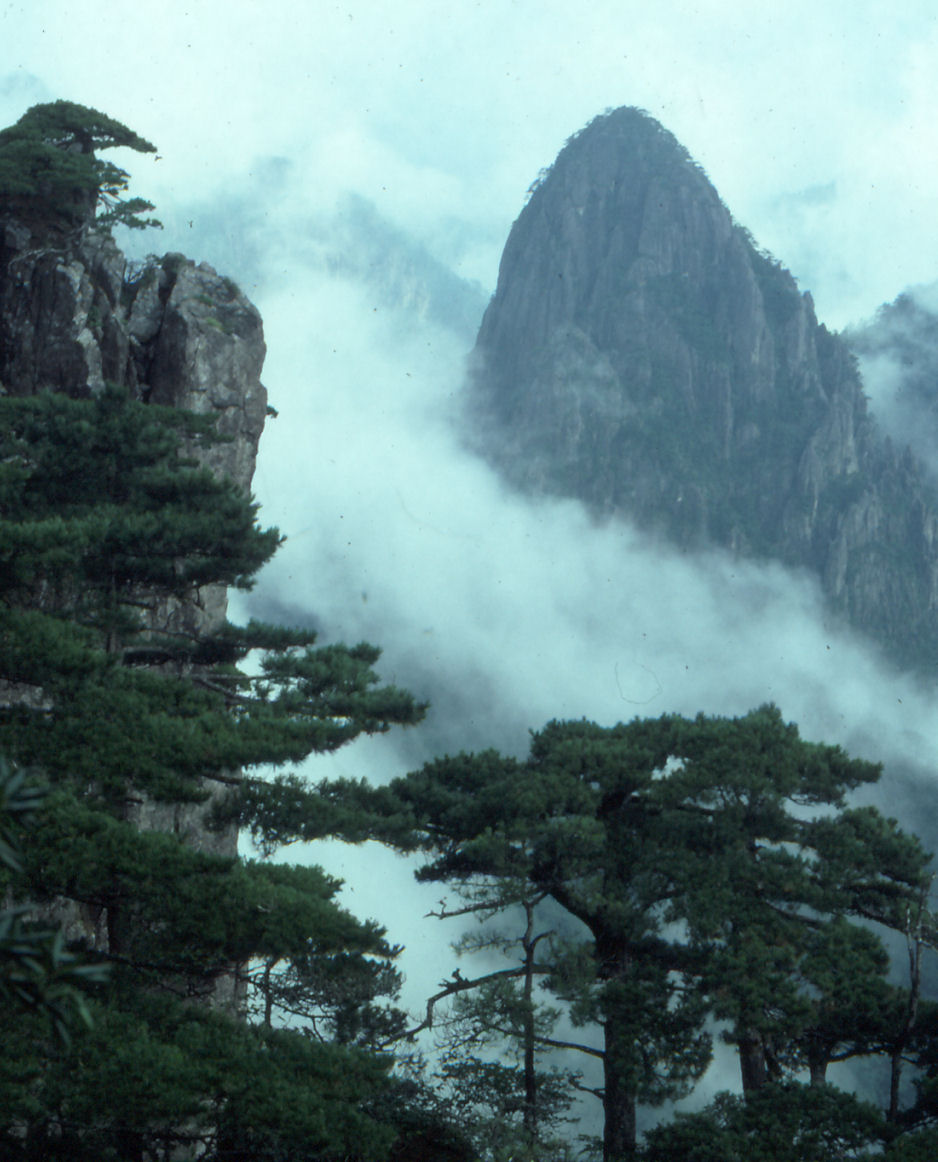
黄山

皖南是指中国安徽省南部地区，通常包括马鞍山市(除含山县、和县)、芜湖市（除鸠江区西部、无为县）、铜陵市（除枞阳县）、宣城市、黄山市、池州市等地区，即安徽省长江以南的地区。西南和东南分别与江西省和浙江省毗邻，面积约3.12万平方公里，是中国35个生物多样性优先保护区域之一。
皖南地区的地形以山地丘陵为主。主要山岳有黄山、九华山、牯牛降、齐云山等。
皖南地区的水系以黄山为界，其北侧及西南侧属于长江水系，东南侧属于钱塘江水系。黄山北侧的青弋江等河流直接汇入长江，西南侧河流进入江西省，经过鄱阳湖再汇入长江。钱塘江的上游新安江发源并流经皖南地区。